# Laxita ischaris
Laxita ischaris is een vlindersoort uit de familie van de prachtvlinders (Riodinidae), onderfamilie Nemeobiinae.
Laxita ischaris werd in 1824 beschreven door Godart.